# Biedermeier

Il quadro Der Sonntagsspaziergang (Passeggiata domenicale) di Carl Spitzweg

Il Biedermeier è stato un movimento artistico e ornamentale sviluppatosi nel periodo storico che intercorre tra il 1815 ed il 1848. Molto in voga tra la borghesia tedesca e austriaca, viene spesso definito di genere "romantico".

## Origine e caratteristiche

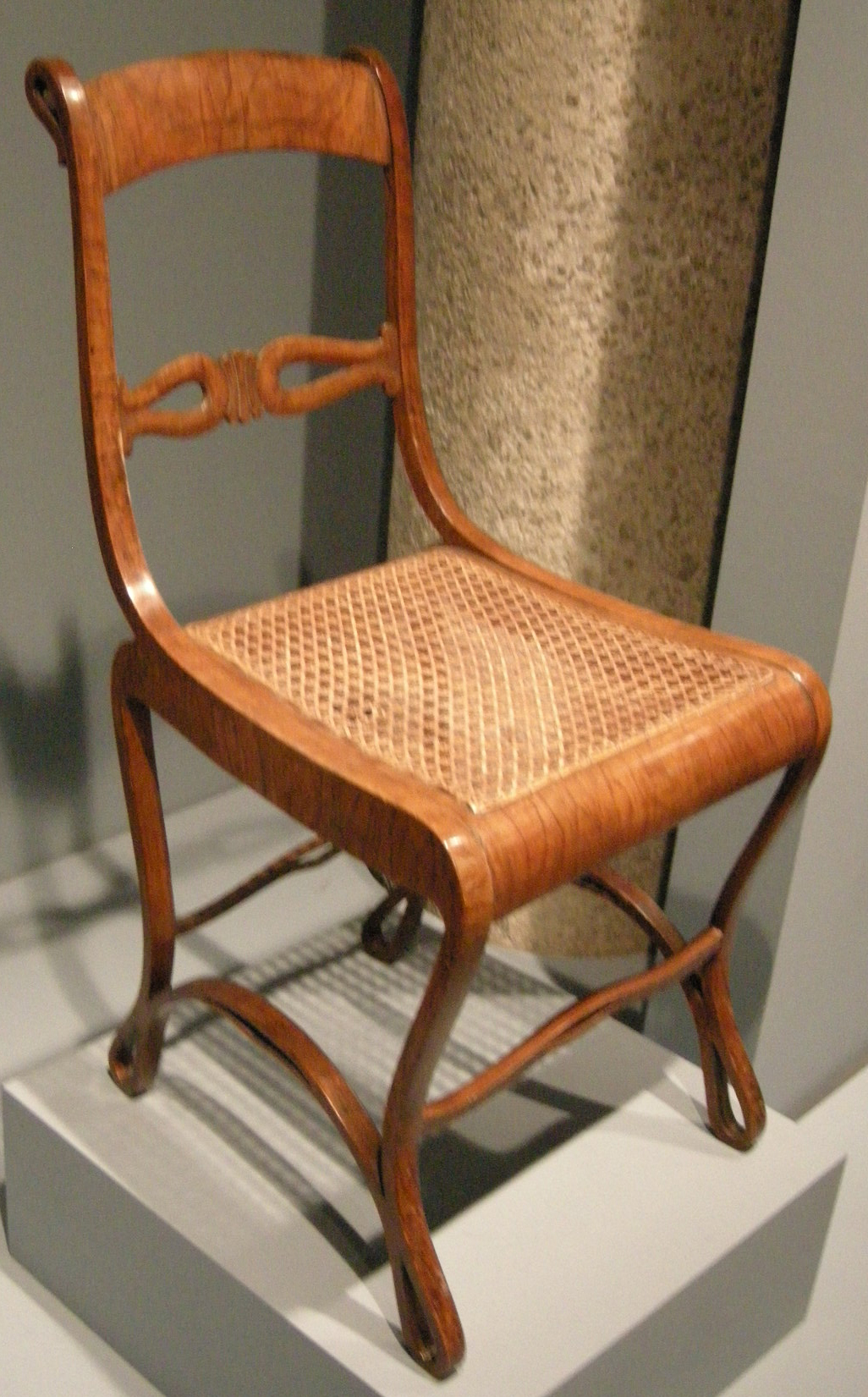
Sedia di Michael Thonet, periodo Biedermeier

Il termine stesso si diffuse attorno al 1850 come dispregiativo, preso in prestito da un personaggio dei poemi pubblicati sulla rivista satirica bavarese Fliegende Blätter dal medico Adolf Kussmaul e dall'avvocato Ludwig Eichrodt, e stava ad indicare il piccolo borghese apolitico e conservatore, interessato solo alla propria vita familiare. È composto da due parole, cioè l'aggettivo "semplice", "sempliciotto" (bieder, ma che significa anche "integro", "onesto") unito a uno dei cognomi tedeschi più diffusi Meier (o Maier).
Questo stile nacque in contrapposizione al cosiddetto Stile Impero, nel periodo immediatamente successivo al Congresso di Vienna, di cui riprende una decisa "voglia di normalità". Soprattutto per questa ragione, il Biedermeier è stato spesso definito come lo "stile della Restaurazione". Lo scopo che sottende allo stile Biedermeier infatti è valorizzare la sobrietà e l'armonia, mutuando parte dei motivi stilistici dal periodo precedente, ma spogliandoli di tutti i decori, gli orpelli e gli eccessi che lo avevano caratterizzato. Tutto ciò è coerente con la situazione sociopolitica del momento, che cerca di dimenticare i fatti tumultuosi della Rivoluzione francese e del successivo impero napoleonico.
Anche l'avvento della Rivoluzione industriale gioca un ruolo decisivo nello stile, proponendo prodotti funzionali ma dalle linee semplici, e quindi facilmente fabbricabili. Questa tendenza si ritrova nell'architettura quanto nell'arredamento, nella musica quanto nella letteratura, e produce atmosfere solenni ma sobrie, prive di decori dorati ma ricche di elementi consueti, quotidiani. Nell'arredamento il Biedermeier introduce l'uso di tappeti, tendaggi e nuovi tipi di mobile, come il servante a vetrina, l'armadietto secrétaire a ribalta, il divano imbottito, oltre alla diffusione di materiali pregiati come il mogano e il ciliegio.
Le composizioni floreali sono un esempio significativo dello stile, così come le facciate severe di alcune città europee (una per tutte, Vienna) o le famose sedie in legno curvato e paglia di Vienna di Thonet. In musica e letteratura possiamo considerare esemplificative del periodo le composizioni di Hummel, Dussek, Cramer, Steibelt e Czerny; le opere letterarie di Annette von Droste-Hülshoff o di Adelbert von Chamisso, e le opere teatrali dell'austriaco Franz Grillparzer.

## Oggettistica
Ciò che fu un tempo uno stile estetico e culturale rispettabile, anche se molto discusso perché considerato falsamente dimesso, sentimentale anziché alimentato da sentimenti, nutrito di idilli anziché di passioni, insomma, sinonimo di estetica piccolo-borghese, è tuttora usato nell'hobbistica femminile, ad esempio per confezionare bouquet, cesti, spille, borse, ecc.: insomma tutto quanto sia decorativo.
In genere, si tratta di composizioni ottenute con materiale d'uso quotidiano ma abbastanza costoso: perle di bigiotteria, nastri di raso, canutiglia (fili dorati), portasemi di faggio, pignette, ecc. Inoltre, l'utilizzo di spezie come cannella, chiodi di garofano e fiori di anice dà un profumo caratteristico alla composizione.

## Pittura
Lo stile Biedermeier ebbe seguito anche in pittura, che annovera fra i suoi seguaci anche i pittori Ferdinand Georg Waldmüller, Peter Fendi e Josef Danhauser.

## Galleria d'immagini

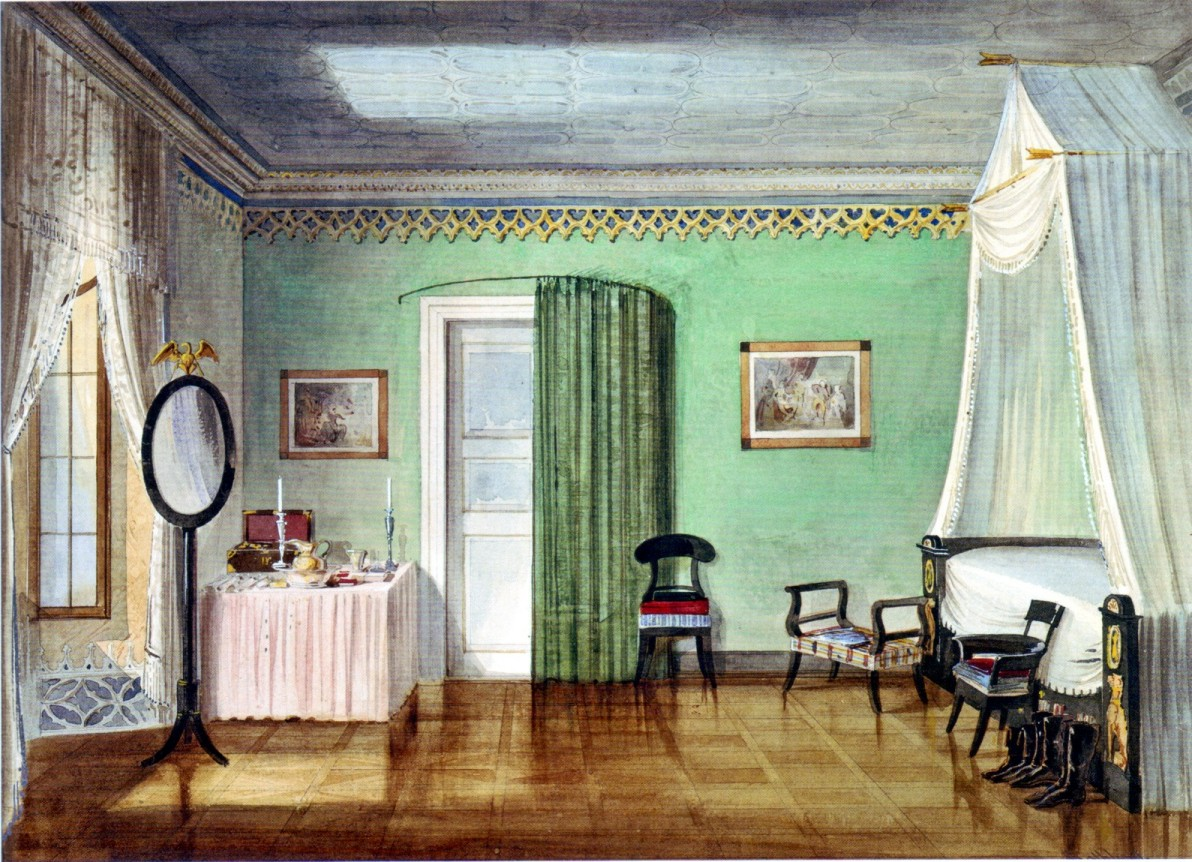
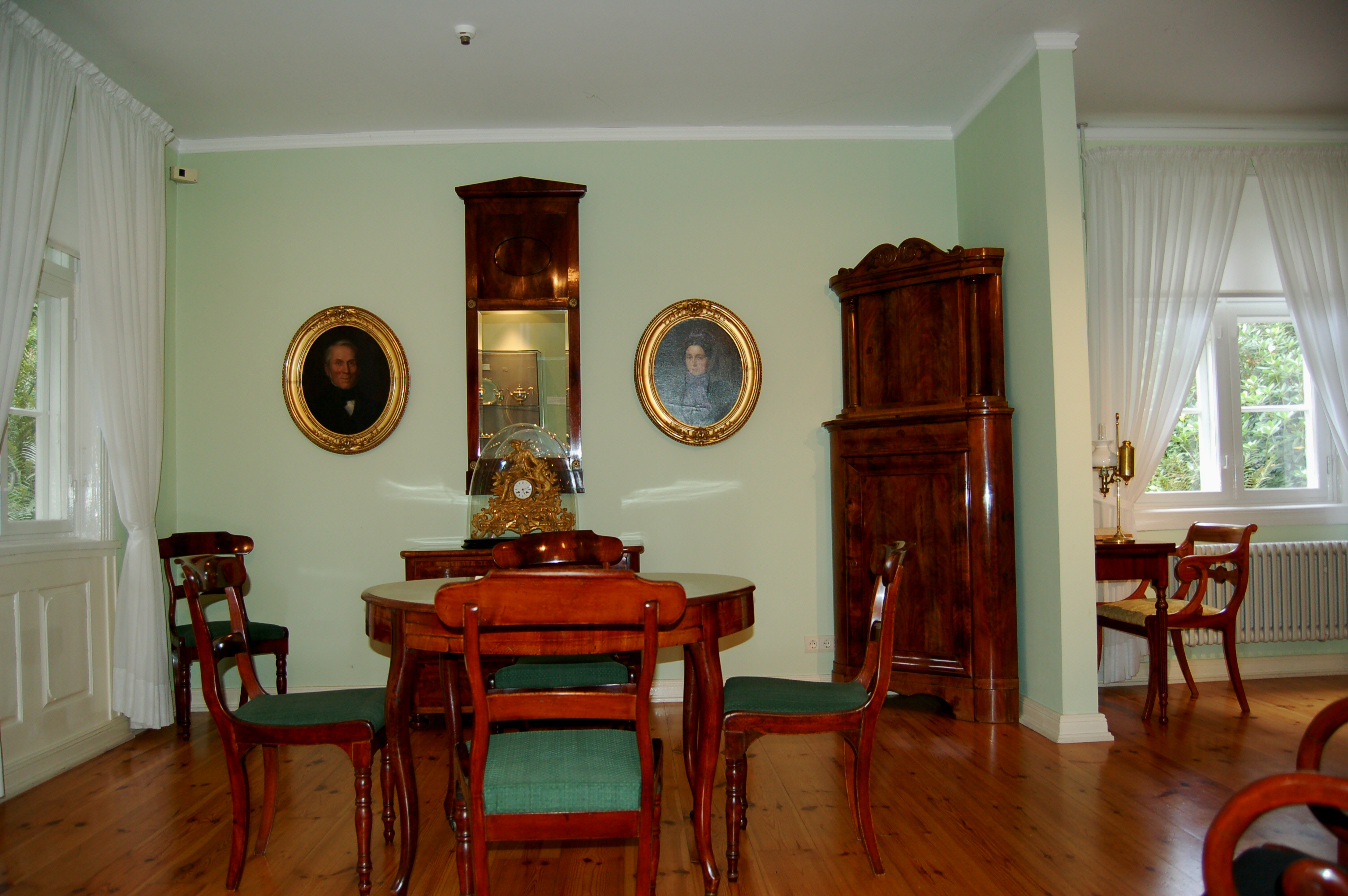
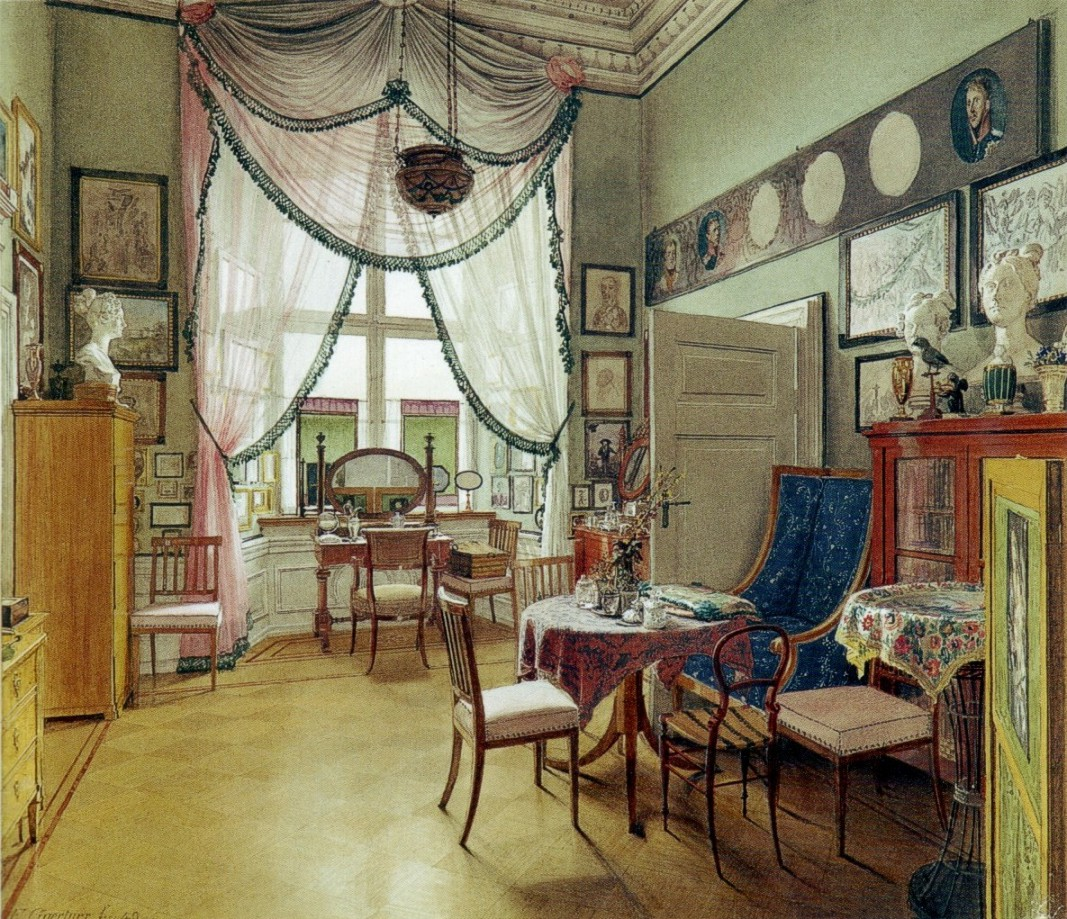
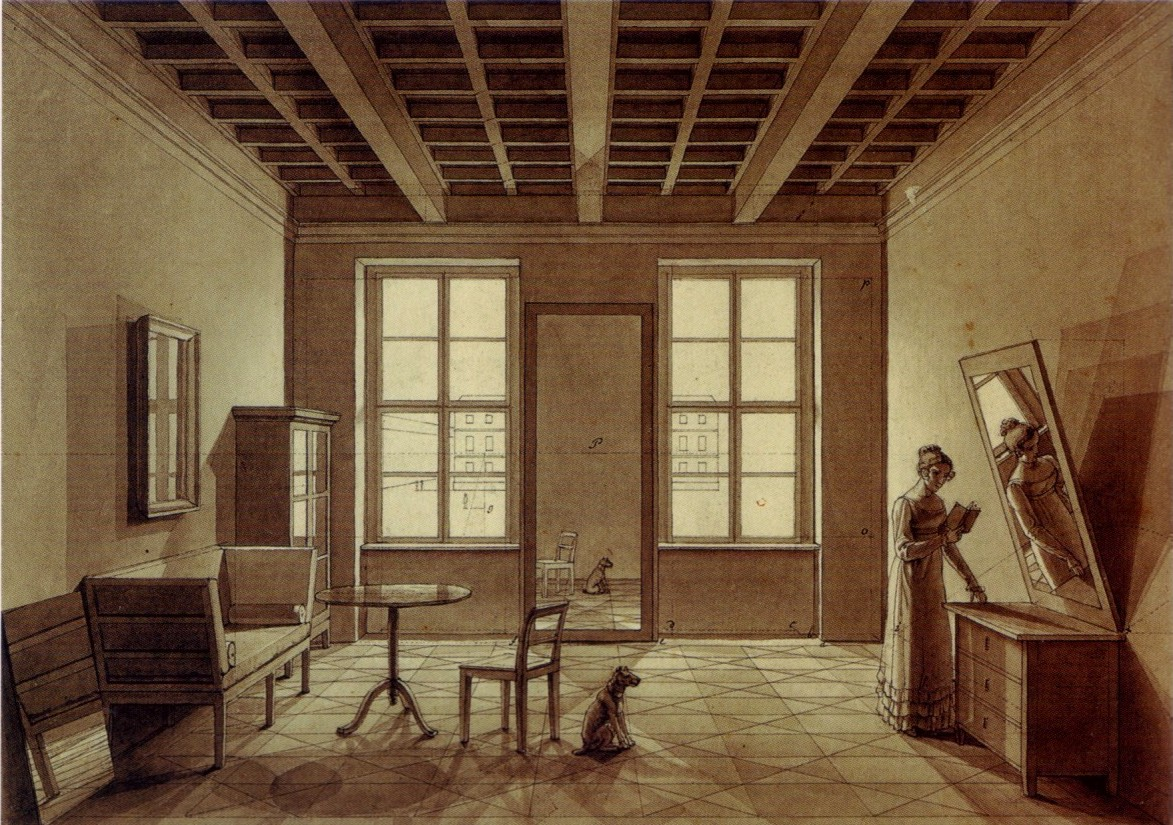
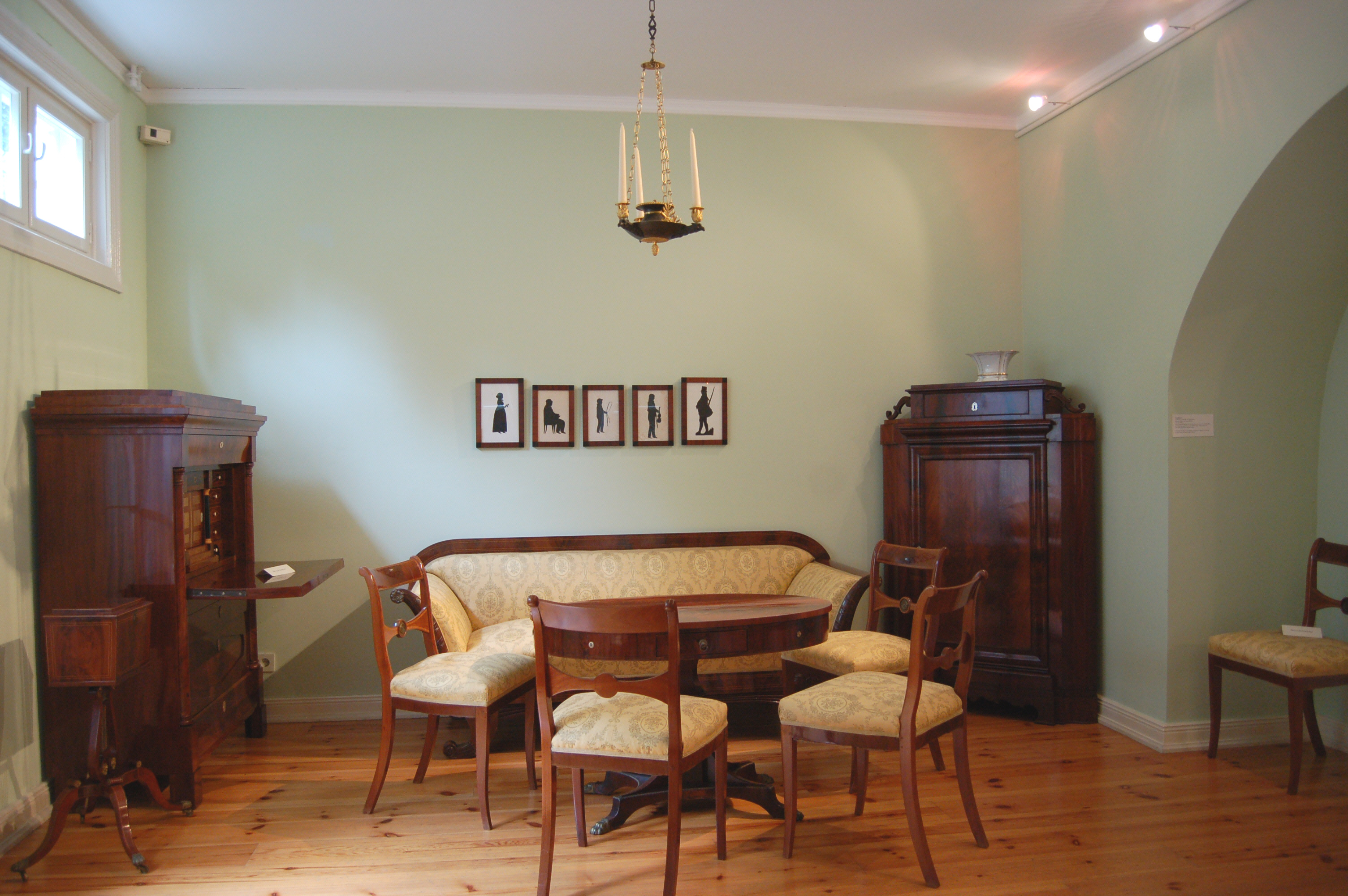
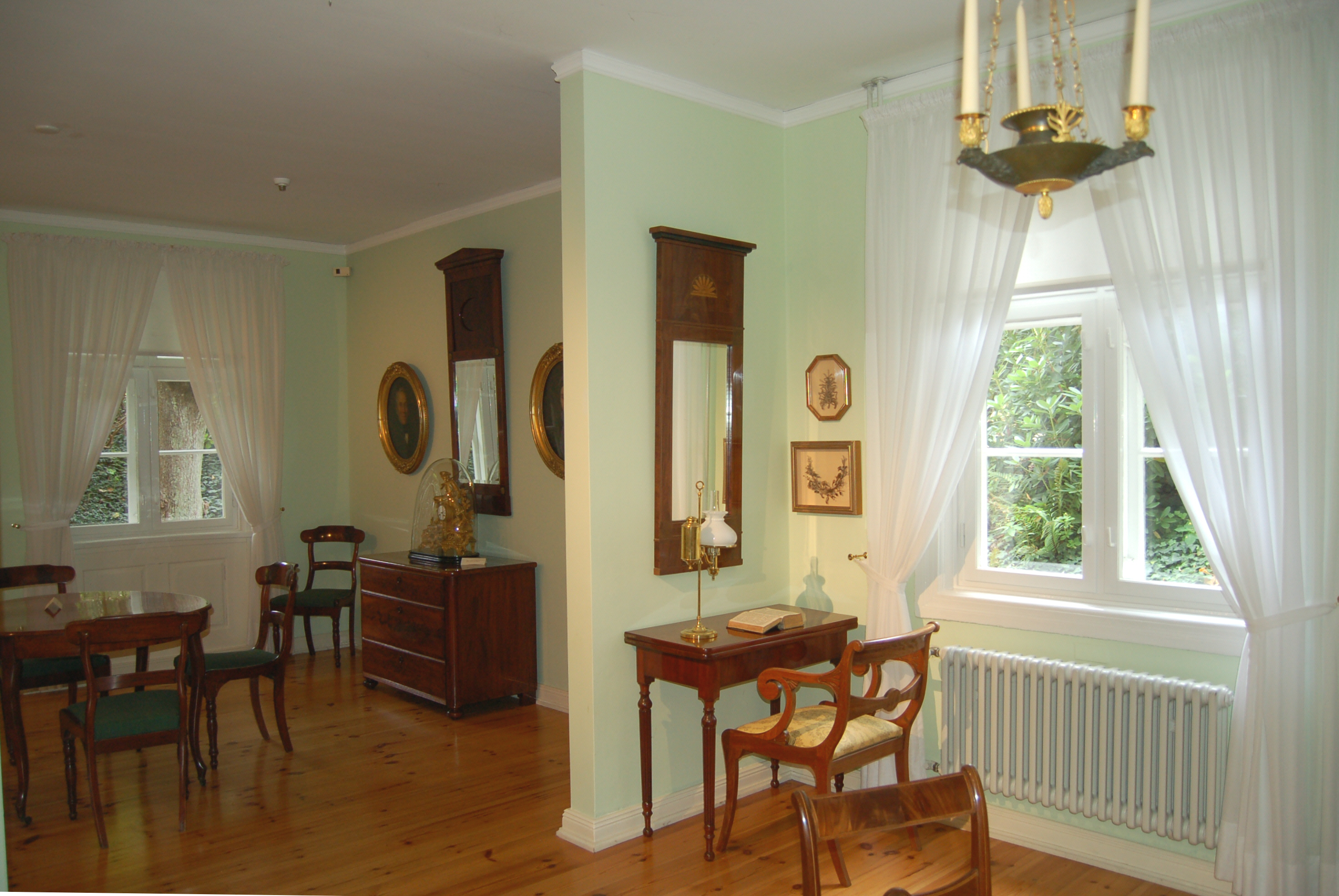
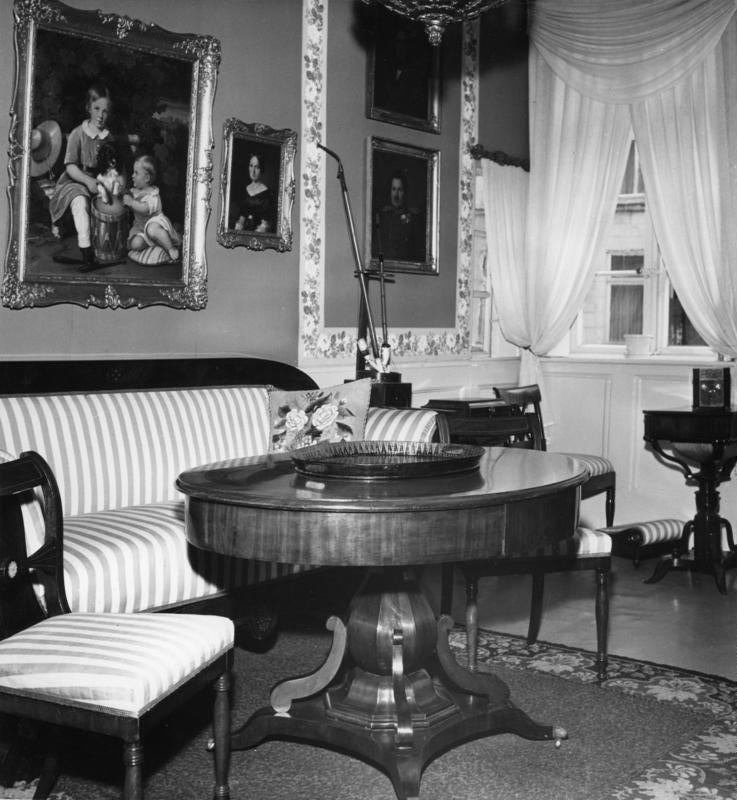
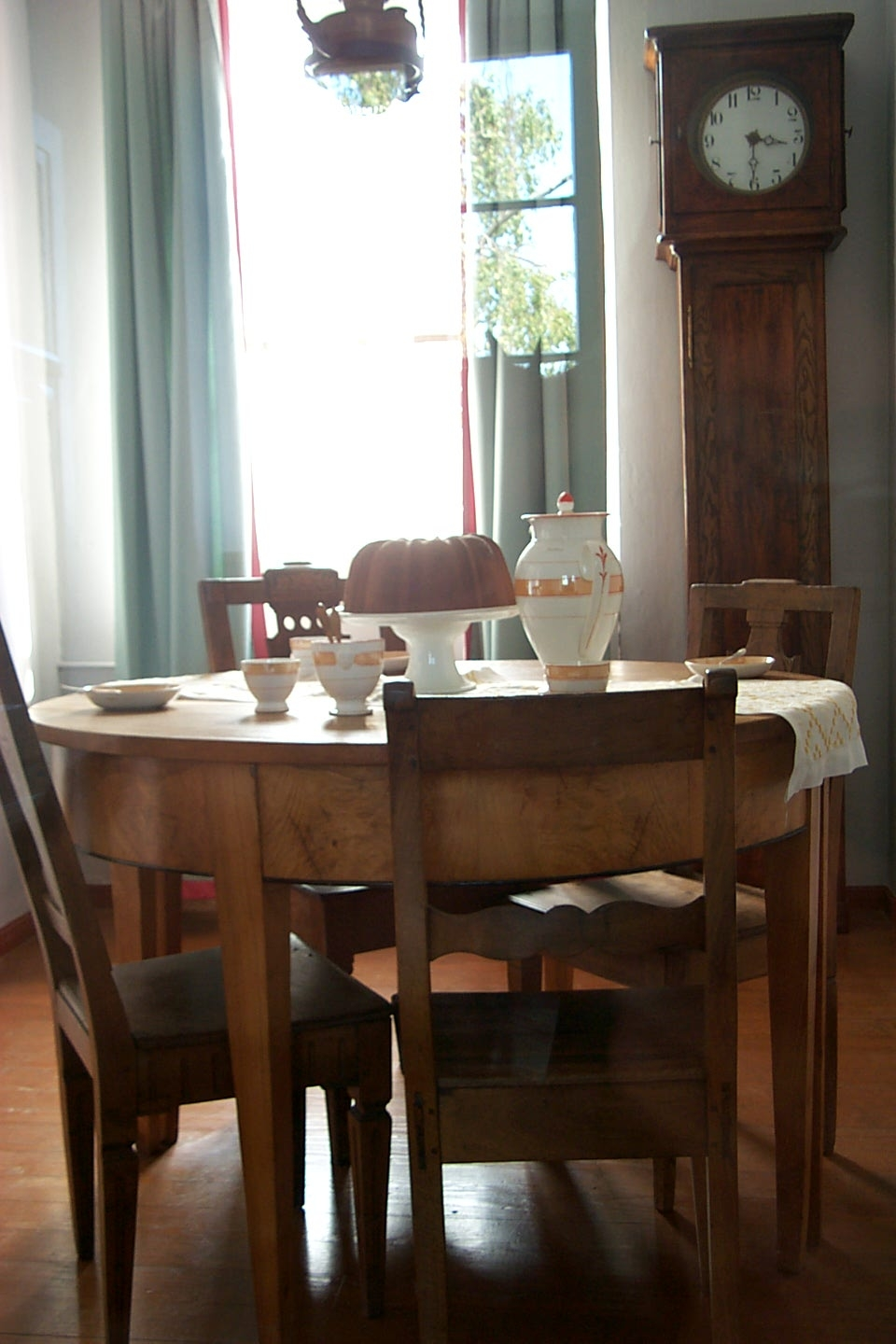

Esempi di arredamento Biedermeier: